# 에베레스트 (2019년 영화)
에베레스트(攀登者, The Climbers)는 중국에서 제작된 이인항 감독의 2019년 액션, 모험, 드라마 영화이다. 장쯔이 등이 주연으로 출연하였고 수잔나 창 등이 제작에 참여하였다.

## 출연

### 주연
- 장쯔이
- 오경
- 정백연

### 조연
- 성룡
- 장역
- 호가
- 진룡
- 둬부제
- 둬부제
- 허린

## 제작진
- 시각효과: 신진
- 시각효과: 장소영